# بی‌وقفه (مجموعه تلویزیونی کره جنوبی)
بی‌وقفه (انگلیسی: Nonstop; کره‌ای: 논스톱; لاتین‌نویسی اصلاح‌شده: nonseutop) یک کمدی موقعیت ساخت کره جنوبی است که اولین فصل آن در سال ۲۰۰۰ از ام‌بی‌سی پخش شد و برای ۵ فصل دیگر ادامه یافت. این مجموعه تلویزیونی برای ایدل‌های نوجوان بسیار محبوب بود و خیلی از آن‌ها که به واسطهٔ این برنامه فعالیت خود را آغاز کردند، شهرت زیادی به دست آوردند.

## بازیگران

### فصل ۱(بی‌وقفه)
- جنیفر لی
- لی مین-وو
- یانگ دونگ-گون
- لی جه-اون
- گو سو
- کیم جونگ-هیون
- کیم هیو-جین
- بک ایل-سوب
- کیم هیونگ-جا
- یون جونگ-هون

### فصل ۲(بی‌وقفه جدید)
بازیگران قبلی
- جنیفر لی (فصل ۱)
- لی مین-وو (فصل ۱)
- یانگ دونگ-گون (فصل ۱)

بازیگران جدید
- جو این-سونگ
- جونگ دا-بین
- پارک کیونگ-لیم
- چون جونگ-میونگ
- جانگ نا-را
- کیم یونگ-جون
- لی دو-اون
- یانگ می-را
- لی کیونگ-کیو
- کیم جونگ-هوا
- سو کوان-سون
- کیم کی-کیون
- جی.او. دی

### فصل ۳(بی‌وقفه ۳)
بازیگران قبلی
- کیم هیو-جین (فصل ۱)
- جونگ دا-بین (فصل ۲)
- کیم جونگ-هوا (فصل ۲)

بازیگران جدید
- چوی مین-یونگ
- جونگ ته-وو
- هاها
- جو هان-سون
- یو ووک-هوان
- لی جین
- کیم یونگ-آه
- جونگ وون-جونگ
- دانا
- سون دام-بی
- هوانگ جی-هیون
- کیم جی-هون
- جو سونگ-گیل
- کوان سه اون (خواننده از اک‌دونگ کلاب)

### فصل ۴(بی‌وقفه ۴)
بازیگران قبلی
- جو سونگ-گیل (فصل ۳)

بازیگران جدید
- اندی لی
- هیون بین
- جانگ گیون سوک
- اوه سونگ-اون
- هان یه سول
- لی یونگ-اون
- لی یون جی
- یون جونگ-شین
- ام‌سی مونگ
- بونگ ته-گیو
- یه هاک-یونگ
- کیم بو-ری
- جون جین
- کیم جه-سون
- جونگ سونگ-وون
- لی یو-جونگ
- کیم هیو-سو
- هان یو-روم
- جین سو-یون
- چوی جی-یون
- جانگ می-اینه

مهمانان ویژه
- لی جون گی
- جانگ نا-را (قسمت ۱۱۳)

### فصل ۵(بی‌وقفه ۵)
بازیگران قبلی
- چوی جی-هیون (فصل ۴)

بازیگران جدید
- کیم یونگ-نام[۱]
- جونگ هیونگ-دون
- لی جونگ
- کانگ کیونگ-جون
- پارک جین-وو
- لی مین-وو
- تبلو
- جو جونگ-رین
- لی سونگ-گی
- کو هه-سان
- هونگ سو-آه
- هان هیو جو

مهمانان ویژه
- سونگ ها-یون
- لی مین-هو
- ام‌سی مونگ
- چه یونگ-این
- کیم بو-ری
- سو جی-هی
- کیم جی-سوک
- جین گو
- کیم جی-وو
- جانگ آه-یونگ
- جانگ می-اینه
- جونگ جو-هی
- دابل اس ۵۰۱
- کیم کی-هیون
- هان یه سول

### فصل ۶(عشق رنگین‌کمانی)
بازیگران جدید
- کانگ اون-بی
- کیم کی-بوم
- کیم هی-چول
- لی مین-کی
- جونگ اون-چول
- هوانگ بو-را
- سو جه-کیونگ
- پارک هی-ون
- کیم هیونگ-مین
- لی سانگ-می
- نو هونگ-چول
- پارک هی-جین
- اوم هیون-کیونگ
- چون میونگ-هون
- کیم چانگ-وان
- لیم اون-کیونگ
- آه یو-می
- گو اون-آه
- یون اون-هه
- یون دو-هیون
- لی جی-آه

مهمانان ویژه
- پارک سو-جین
- هاها
- سو جی-یونگ
- پارک میونگ-سو
- هان گنگ و ایونهیوک (سوپر جونیور)
- تی‌وی‌ایکس‌کیو (جونگ یونهو، پارک یوچان، شیم چانگمین، کیم جه جونگ، کیم جونسو)
- به سول-کی
- کیم هیو-جین
- جانگ می-اینه
- چوی ون-جون
- لی اون-جونگ
- یون سونگ-آه
- جونگ جی-این
- سونگ اون
- آن سانگ-ته

## جوایز
| سال  | مراسم جوایز              | دسته          | اثر                                | گیرنده     | نتیجه    |
| ---- | ------------------------ | ------------- | ---------------------------------- | ---------- | -------- |
| ۲۰۰۴ | جوایز موسیقی آسیایی ام‌نت | بهترین اواس‌تی | «تو فرق می‌کنی» (You Are Different) | هان یه سول | نامزدشده |